# The Crepes of Wrath
"The Crepes of Wrath" är det elfte avsnittet av den första säsongen av den amerikanska, tecknade komediserien The Simpsons. Avsnittet handlar om hur sonen Bart skickas till Frankrike som utbytesstudent. Människorna han bor hos behandlar honom dock som slav; under tiden får den övriga familjen ta emot en elev från Albanien, som visar stort intresse för pappan Homers arbetsplats, kärnkraftverket. Enligt avsnittets produktionskod var detta det sista avsnittet som gjordes i första säsongen. 

## Handling
Homer trampar på Barts skateboard, ramlar nerför trappan och skadar ryggen. Han får tillbringa de närmsta dagarna på soffan. Mamman, Marge, tvingar Bart att städa sitt rum. När han städar hittar han en gammal cherrybomb, och kommer på idén att spola ner den på toaletten på sin skola. Samma dag som han gör det, är rektorn Seymour Skinners mamma på besök. Hon besöker toaletten samtidigt som Bart spolar ner cherrybomben på toaletten bredvid. Explosionen som följer skjuter upp henne från sitsen och gör Skinner rasande. För att straffa honom, föreslår Skinner "deportation" genom att ta med Bart i ett utbytesprogram. Bart skickas till Frankrike, medan resten av familjen får ta emot Adil Hoxha, en elev från Albanien. Bart får se ett kort på ett vackert slott i hjärtat av Frankrike och han går genast med på att resa dit, till Homers och Skinners stora glädje.
Väl framme i Frankrike anländer Bart till det "vackra slottet", som visar sig vara en förfallen bondgård och en nergången vingård. Han välkomnas av de två samvetslösa vinmakarna César och Ugolin, som genast sätter honom i hårt arbete, bland annat får han bära hinkar med vatten, plocka och trampa druvor, sova på golvet och testa ojäst vin med kylarvätska.
Under tiden, i Springfield, anländer Adil som visar sig vara en rar och hjälpsam pojke. Homer tycker genast om honom, och det är märkbart att han är en bättre son och mönsterroll än vad Bart någonsin var. Vad familjen inte vet är att Adil egentligen är en spion, ditsänd av sitt lands regering för att skaffa blåkopior av reaktorerna på kärnkraftverket. Homer tar oanandes med honom på en guidning på kärnkraftverket och tycker bara det är roligt att Adil fotograferar så mycket. Senare skickar Adil bilderna till Albanien, från en hemlig faxmaskin i Barts trädkoja.
När Bart skickas iväg till Paris för att köpa kylarvätska, träffar han en gendarm och försöker få hjälp, men gendarmen förstår inte engelska utan ger honom bara lite godis. Bart går iväg, förtvivlad över sin egen dumhet, sedan börjar han omedvetet tala franska med sig själv. När han inser att han kan tala franska flytande springer han tillbaka till gendarmen och berättar allt för honom. Vinmakarna arresteras och Bart tillbringar sina sista dagar i Frankrike som en hyllad hjälte.
I Springfield fångas Adil av FBI och blir utväxlad mot en annan pojke i samma ålder som fångats som spion i Albanien. Bart återförenas med sin familj, och ger dem presenter från Frankrike. När Homer inte lyckas få upp korken på vinflaskan han fick, muttrar Bart på franska "Min pappa, vilken pajas!" och Homer blir stolt över att hans son kan tala franska.

## Entréer
Figurer som gör sina första framträdanden i detta avsnitt är:
- Agnes Skinner
- Adil
- César
- Ugolin
- Den franska polisofficeren

## Trivia
- Barts upplevelser är en referens till den österrikiska dietylenglykolskandalen 1985.[1]
- I detta avsnitt gör Christian Coffinet rösten till den franska gendarmofficeren.
- Innan Marge frågar Bart om han vill resa till Frankrike, sitter han och ser på sin groda och säger: "Ah, the life of a frog, that's the life for me" ("Åh, ett liv som groda, det skulle vara ett liv för mig"). "Frog" är en traditionell nedsättande term för en person från Frankrike. Barts groda skulle senare vara med i "Bart vs. Australia".
- I början av avsnittet talas det en del riktig albanska mellan Adil och hans familj, men senare är den albanska dialogen bara rappakalja. Dialogen på franska är väldigt löst översatt, men korrekt.
- Den engelska textningen (som sedan påverkat den svenska) av det franska talet är oftast rätt, med några få undantag:
  - När Ugolin påpekar att för mycket kylarvätska i vinet kan döda den som dricker det, tvingar César Bart att dricka ett glas av det. César säger till Ugolin: "Watch. I bet it won't even blind him" ("Titta. Jag slår vad om att det inte ens gör honom blind"). Efter att Bart har druckit vinet, säger César (på franska): "Qu'est-ce que je t'avais dit?" ("Vad var det jag sa?"), men den engelska textningen översätter det till "He sees well enough" ("Han ser tillräckligt bra").
  - De fransktalande figurerna använder den engelska termen "antifreeze" ("kylarvätska") när de talar; det riktiga ordet för detta på franska är "antigel".
- När Bart pratar med polisen, säger han: "Excusez moi? Je ne parle pas anglais... Voilà un bonbon... Je suis désolé, j'aimerais vraiment pouvoir vous aider." ("Förlåt mig? Jag talar inte engelska... Här är en bit godis... Jag är ledsen, jag skulle verkligen vilja kunna hjälpa dig").
- Efter att Bart berättat om hur han fått arbeta natt och dag och fått sova på golvet, och att de han bor hos har tillsatt kylarvätska i vinet, svarar polisen (på franska): "Kylarvätska i vin? Det är ett väldigt allvarligt brott!".
- I senare avsnitt är Agnes Skinners personlighet väldigt annorlunda jämfört med detta avsnitt. På DVD-skivans kommentatorspår till detta avsnitt, lägger Matt Groening fram teorin att hennes nya, heta temperament kan vara en biverkning av Barts skämt.
- Numret på planet med vilket Bart flyger tillbaka till USA är 1988 (dix-neuf cent quatre vingt huit).
- Detta är det första avsnittet av The Simpsons där man gör satir över ett land (förutom USA), i det här fallet Frankrike. Avsnitt där handlingen utspelar sig i ett annat land, som sker ungefär en gång per säsong, skulle bli vanligt i senare säsonger. Bland de änder som familjen Simpson besökt kan nämnas Australien, Kanada, Storbritannien och Brasilien.
- Albanien framställs som en totalitär stat. Landets första fria val ägde rum 1991 - ett år efter att detta avsnitt sänts.
- Adils namn är mycket likt Socialistiska Autonoma Provinsen Kosovos före detta president, Fadil Hoxha, och efternamnet till Albaniens före detta ledare Enver Hoxha.
- I en del visningar på kabel och satellit, varierar soundtracket i scenen där Bart talar franska med polisen.
- När rektor Skinner erbjuder Homer och Marge att ta emot en utbytesstudent, blandar Homer ihop Albanien med albino.
- I detta avsnitt får man för första gången se Springfield International Airport.
- Oändliga kopior av César och Ugolin (samt en icke namngiven kvinna) medverkar i The Simpsons Game, på banan Medal of Homer.
- Det har ryktats om att César och Ugolin kanska ska medverka i seriens nittonde säsong.

## Kulturella referenser
- Avsnittets namn är en ordlek av John Steinbecks roman "The Grapes of Wrath" (Vredens druvor). Filmen som är baserad på romanen ägs, precis som The Simpsons, av FOX.
- De två vinmakarna, César och Ugolin, har enligt producenten George Meyer fått sina namn efter bönderna i de franska filmerna Jean de Florette och Manon des Sources.
- Ugolin visslar på melodin "Alouette", medan han går över fälten. I motsats till vad många tror, kommer inte sången från Frankrike utan från Kanada.
- På väg till slottet åker Bart och Ugolin igenom landskap hämtade från flera kända målningar, till exempel Näckrosdammen av Claude Monet, Vetefält med kråkor av Vincent van Gogh, Drömmen av Henri Rousseau och Frukosten i det gröna av Édouard Manet.

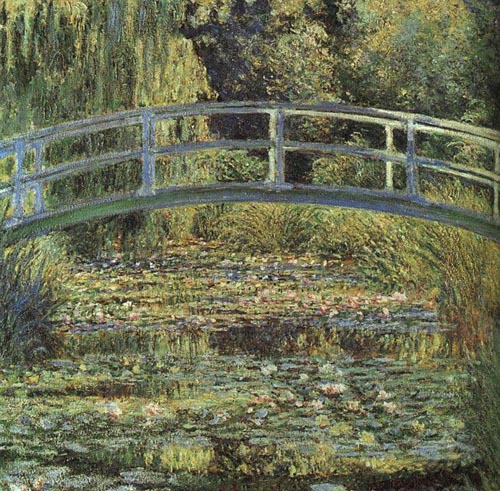
Näckrosdammen av Claude Monet
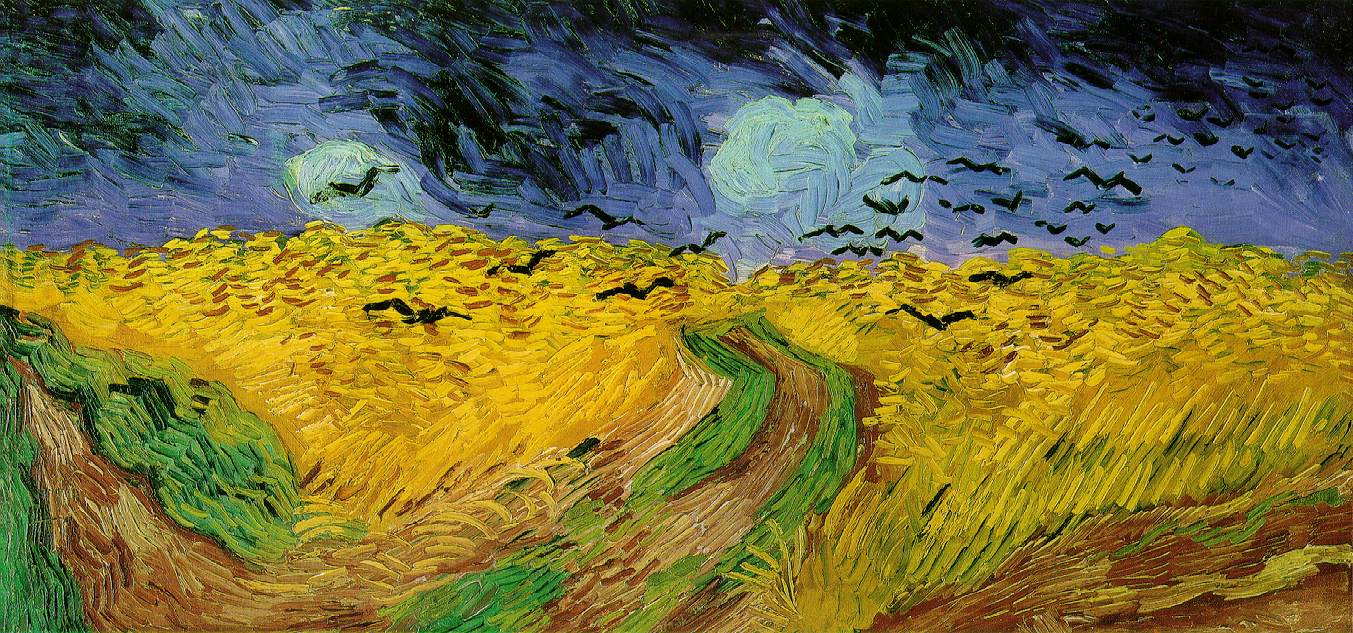
Vetefält med kråkor av Vincent Van Gogh
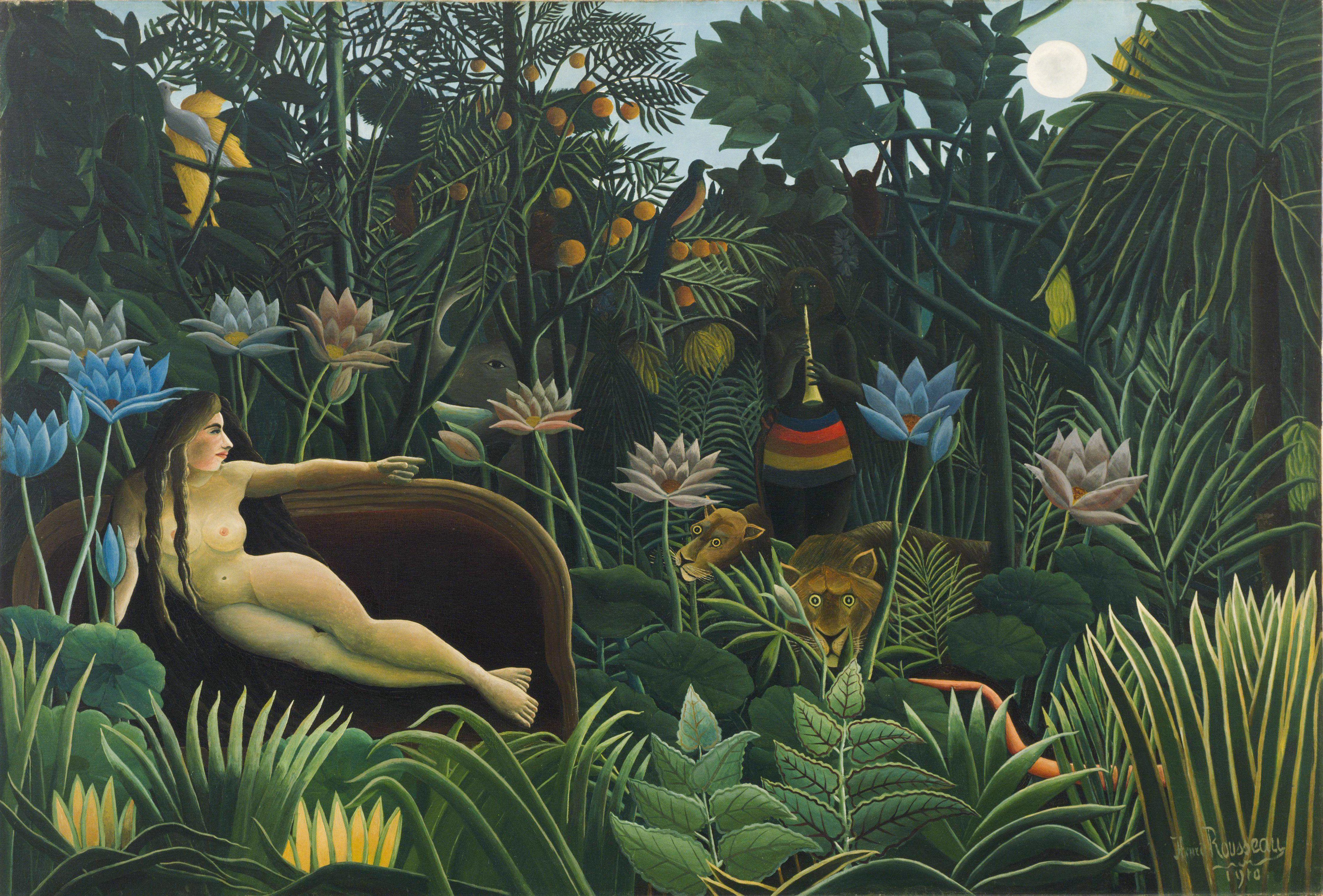
Drömmen av Henri Rousseau
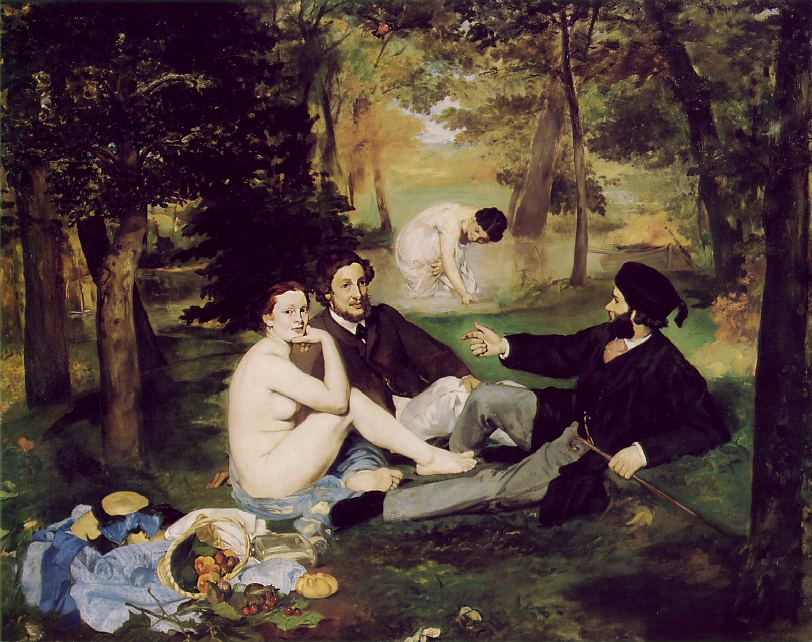
Frukosten i det gröna av Édouard Manet